# Rita Lee
Rita Lee Jones, coneguda com artísticament com a Rita Lee   (São Paulo, 31 de desembre de 1947 - São Paulo, 8 de maig de 2023), va ser una destacada compositora i cantant brasilera de rock. A part de musicalment, va ser una figura molt popular en el camp de l'entreteniment (va tenir el seu propi programa de televisió) i va ser coneguda també pel seu activisme en favor de l'empoderament femení, pels drets dels animals i el vegetarianisme. L'any 2022 va rebre el Grammy Llatí a la seva carrera.

## Biografia
Rita Lee va néixer a la ciutat de São Paulo, de pare estatunidenc i mare brasilera d'origen italià. Va estudiar en una escola francesa, motiu pel qual domina a més del portuguès i l'anglès, que era l'idioma familiar, el francès, l'italià i el castellà. Va iniciar estudis de comunicació a la Universitat de São Paulo, on va coincidir amb l'actriu Regina Duarte, però els abandonà aviat per dedicar-se a la música.

### Carrera musical
De petita va rebre classes de piano amb la pianista clàssica Magdalena Tagliaferro. Ja a l'escola, i d'amagat del seu pare, va formar part de diversos grups musicals, en els quals cantava i tocava la bateria. En el darrer d'aquests, “O'Seis” va coincidir amb els germans Arnaldo Baptista i Sérgio Dias. Arnaldo li va ensenyar a tocar el baix.

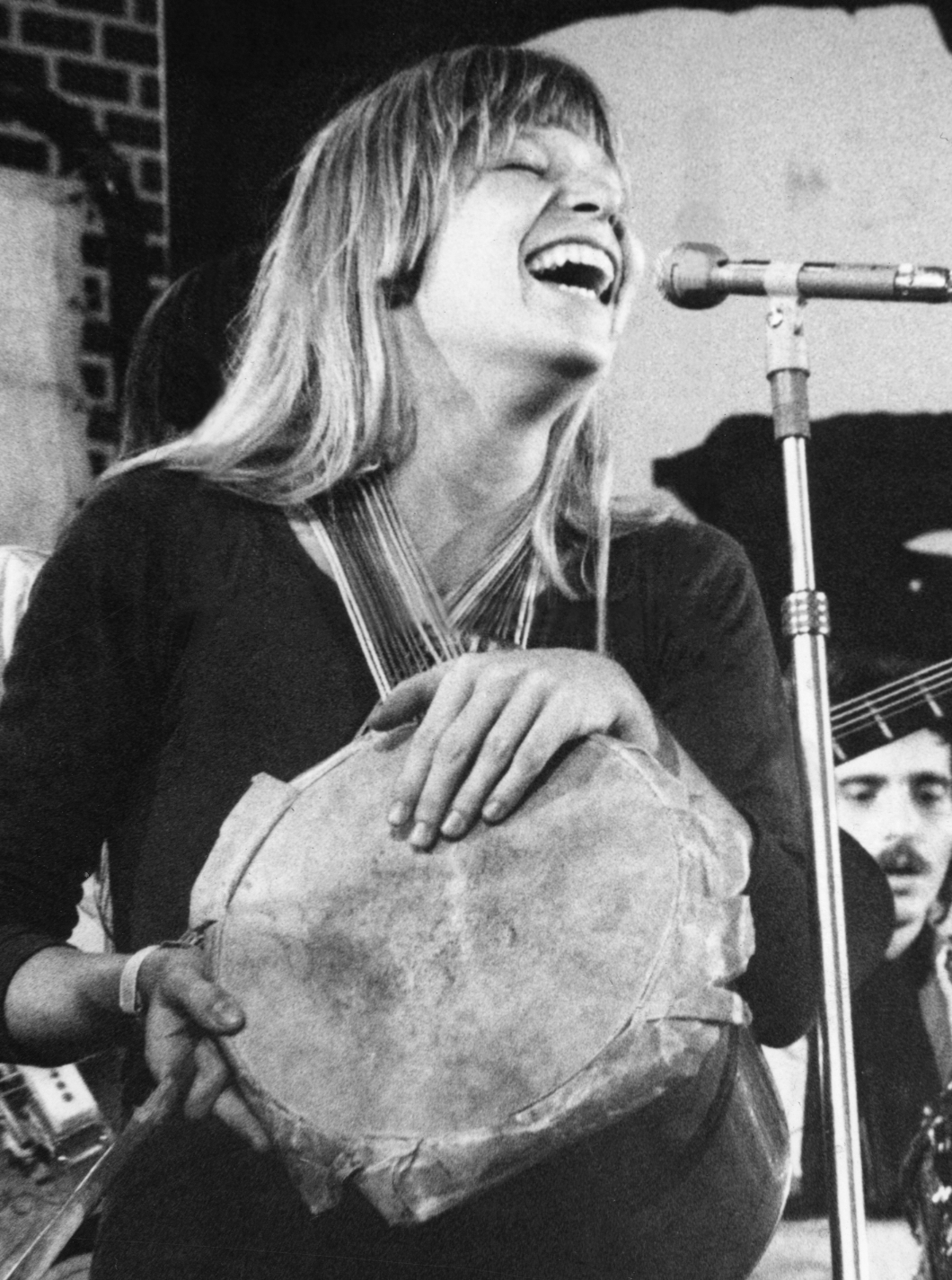
Rita Lee en 1972

L'any 1966, tots tres van formar Os Mutantes, banda que va publicar cinc àlbums entre 1968 i 1972, i que va aportar l'aspecte més rocker al moviment Tropicália. Paral·lelament, durant aquest període Rita Lee va publicar els seus dos primers discos en solitari, tot i que amb participació d'altres membres d'Os Mutantes. L'any 1971 es va casar amb el mutante Arnaldo Baptista però l'any següent se'n va separar i també va deixar la banda, en part per desacord amb el decantament del grup cap al rock progressiu, mentre que ella cercava una aproximació intuïtiva i lúdica a la cançó brasilera, amb una música vital, i plena d'ironia i provocació. Quan la banda es va tornar a constituir el 2006, Rita va rebutjar d'unir-s'hi per considerar-ho, segons va declarar, un intent dels altres membres de "fer calaix per pagar els geriatres".
Després de deixar Os Mutantes, Rita Lee va formar el duo Cilibrinas do Éden amb la cantant Lucinha Turnbull. El seu únic disc, gravat el 1973, no va veure la llum fins 35 anys més tard. El 1974, el duo va donar origen a la banda Tutti Frutti, que li va fer d'acompanyant. El seu disc Fruto proibido representa la seva consagració definitiva i ha estat considerat un "manual de com fer rock en portuguès". Segueix la gira Refestança amb Gilberto Gil Gil i el disc Babilônia, considerat el darrer de rock pur de Rita Lee. L'any 1978 Tutti Frutti s'escindeix. La seva banda pren el nom de Cães & Gatos (gossos i gats) degut a les discussions durant els assajos. Des del 1976 va iniciar una relació artística i sentimental amb el guitarrista Roberto de Carvalho, amb qui es va casar el 1996 i amb qui va tenir tres fills, Beto, João i Antônio. El primer, Beto Lee, és guitarrista i membre de la banda Tutti Frutti.
Després d'un període d'inactivitat a principis del 80 a causa d'un accident, segueix gravant i actuant (gira Pic Nic el 2008, gira ETC el 2010). Va anunciar el seu comiat dels escenaris l'any 2012, actuant per últim cop al municipi de Barra dos Coqueiros (Sergipe), que va terminar amb la cantant detinguda per haver criticat l'actuació de la policia durant l'espectacle. Des de llavors, l'artista va enregistrar senzills en col·laboracions amb altres cantants.

#### Llegat
Anomenada “A Rainha do Rock”, és una figura singular, que va aconseguir continuar en actiu i mantenir la popularitat fins i tot en les etapes més difícils del rock brasiler, música que ha hagut de competir des dels inicis amb els estils autòctons i posteriorment amb la música disco i funk. Això va ser degut a la seva energia, a la claredat de les seves idees sobre com fer un rock inequívocament brasiler, i també a la seva qualitat de show-woman, iconoclasta i festiva, que li va permetre connectar amb el caràcter del gran públic del país millor que altres músics més elitistes o underground. Entre les seves cançons més populars es troben Esse tal de roque enrow, Ovelha negra, Fruto Proibido, Nem luxo, nem lixo, Banho de espuma, Caso sério, Jardins da Babilônia, Mania de você, Lança perfume i Baila comigo. Les seves composicions han estat també interpretades per nombrosos artistes brasilers i estrangers.
La seva carrera va estar també marcada per problemes amb drogues, que van provocar el seu arrest domiciliari d'un any durant la dictadura militar i més d'un internament hospitalari, tot i que va poder-se rehabilitar. El maig de 2012, Rita va afirmar que tenia un trastorn bipolar.

### Altres activitats
A banda de la seva carrera musical, Rita Lee va tenir un programa humorístic de ràdio anomenat Radioamador l'any 1986, on feia diversos papers. Va escriure quatre llibres per a infants, amb temàtica ecologista. L'any 1989 va gravar com a narradora Pere i el llop, de Serguei Prokófiev. Ha estat columnista de diverses revistes i ha aparegut en sèries televisives i pel·lícules per a televisió i per al cine. En el camp de la televisió, el 1990 va engegar el seu propi programa “TvLeeZão” a la cadena MTV Brasil. Del 2002 al 2004, Rita Lee va conduir -junt amb altres tres presentadores- el programa "Saia Justa" de la cadena GNT, líder d'audiència i encara en antena. L'any 2005 va començar amb el seu marit el programa d'entrevistes “Madame Lee”. El 2008 va participar en el programa de cap d'any de Rede Globo Brasil amb Roberto Carlos, cantant a duo un popurri d'èxit d'ambdós, amb acompanyament de Beto Lee i Roberto Carvalho.
El 2007 va rebre el títol honorífic de ciutadana il·lustre de la ciutat de Rio de Janeiro, tot un mèrit per a una paulistana.
Lee va escriure dues autobiografies: Rita Lee: uma autobiografia (2016) i Rita Lee: outra autobiografia (2023).

### Mort
El maig de 2021, la cantant va ser diagnosticada de càncer de pulmó, del qual va recuperar-se tot just un any després. El febrer de 2023 va ser ingressada d'urgències en un hospital de São Paulo i, pocs dies després, va tornar a casa seva. Allà rebria cures pal·liatives fins a la seva mort, el 8 de maig. El President de la República, Lula da Silva, va decretar tres dies de dol al país.

## Discografia

### Amb Os Mutantes
- 1968: Os Mutantes (Polydor, 1968)

Rita Lee amb Os Mutantes.

- 1968: Tropicália: ou Panis et Circenses (Philips, 1968. Àlbum col·lectiu amb Gilberto Gil, Caetano Veloso, Tom Zé, Nara Leão i Gal Costa)
- 1969: Mutantes (Polydor, 1969)
- 1970: A Divina Comédia ou Ando Meio Desligado (Polydor, 1970)
- 1971: Jardim Elétrico (Polydor, 1971)
- 1971: Tecnicolor (abandonat, publicat 29 anys més tard) (Universal, 2000)
- 1972: Mutantes e Seus Cometas no País do Baurets (Polydor, 1972)

### En solitari

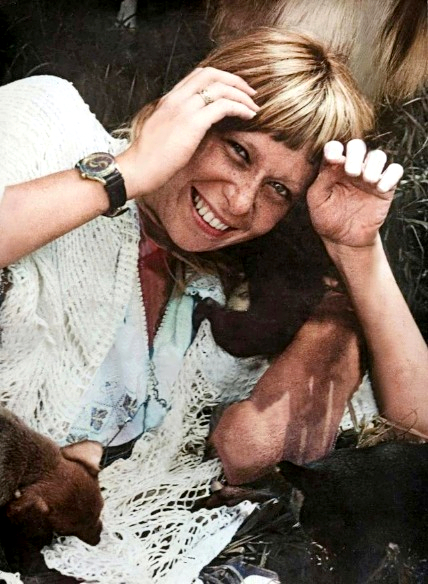
Rita Lee en 1972

| - 1970: Build Up - 1972: Hoje é o Primero Dia do Resto da Sua Vida - 1974: Atrás do Porto Tem Uma Cidade (amb “Tutti Frutti”) - 1975: Fruto Proibido (amb “Tutti Frutti”) - 1976: Entradas e Bandeiras (amb “Tutti Frutti”) - 1978: Babilônia (amb “Tutti Frutti”) - 1979: Rita Lee - 1980: Rita Lee - 1981: Saúde - 1982: Rita Lee e Roberto de Carvalho - 1983: Bombom - 1983: Baila Comigo (en castellà) - 1984: Rita Hits (recopilació) | - 1985: Rita e Roberto - 1987: Flerte Fatal - 1988: Zona Zen - 1989: Dias Melhores Virão (banda sonora) - 1990: Rita Lee e Roberto de Carvalho - 1993: Rita Lee - 1997: Santa Rita De Sampa - 2000: Rita ReLEEda (remescles) - 2000: 3001 - 2001: Aqui, Ali, Em Qualquer Lugar o Bossa'n Beatles (en portuguès i anglès) - 2003: Balacobaco - 2012: Reza |

### En directe
- 1975: Hollywood Rock (amb Erasmo Carlos, Peso & Raul Seixas)
- 1977: Refestança (amb Gilberto Gil)
- 1991: Rita Lee em Bossa 'n' Roll (amb Gal Costa i Cazuza)

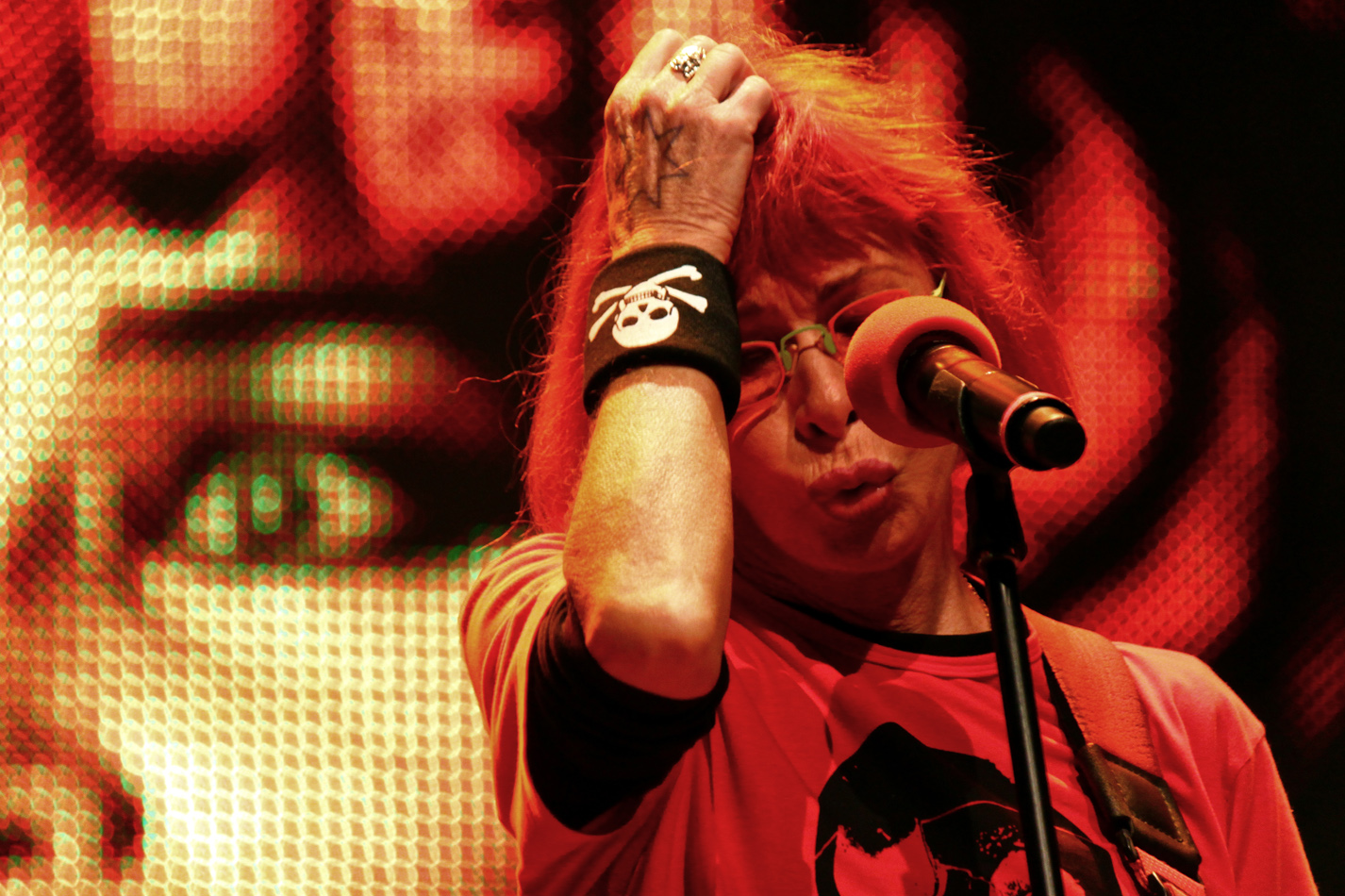
2011

- 1995: A Marca Da Zorra
- 1998: Acústico MTV
- 2004: MTV Ao Vivo
- 2009: Multishow Ao Vivo: Rita Lee

### Singles/EPs
- 1976: Lá Vou Eu (EP)
- 1977: Arrombou a Festa (Single)
- 1983: Desculpe o Auê / Yoko Ono (Single en castellà)

### Com a narradora
- 1989: Pedro e o Lobo
- 1996: Tutu, O Menino Indio

### DVDs
- 1998: Acústico MTV (En directe)
- 2004: MTV Ao Vivo
- 2006: Grandes Nomes: Rita Lee Jones (Programa especial de Tv de 1980)
- 2007: Biograffiti (Capsa de 3 DVDs)
- 2009: Multishow Ao Vivo Rita Lee